# Organisation der Fedajin (Minderheit)

Emblem der Organisation der Fedajin (Minderheit)

Die marxistisch-leninistische Organisation der Fedajin (Minderheit) (persisch سازمان فدائیان (اقليت)) ist eine politische Organisation im Iran.
Sie wurde 1980 gegründet und entstand nach einer Trennung von der Organisation der Volksfedajin-Guerilla Iran. Ursprünglich nannte sie sich Organisation der Volksfedajin-Guerilla Iran (persisch سازمان چريکهای فدايي خلق ايران (اقليت)).
Da die Organisation der Fedajin im Iran verboten ist, wird sie als Untergrundorganisation angesehen, die vor allem im Ausland aktiv ist.

## Ideologie
„Das unmittelbare Ziel der Organisation der Fadaian (Aghaliyat) ist der Sturz des Regimes der islamischen Republik und die Errichtung der Räterepublik der Arbeiter und Werktätige. Sie ist Ausdruck der konsequentesten und vollständigsten Form der Demokratie. Sie wird die weitestgehenden politischen Freiheiten gewährleisten und in dem sie die demokratischen und das Gemeinwohl betreffenden sozialen Maßnahmen verwirklicht, beginnt sie mit der sozialistischen Umwälzung.“